# Дедній Врх
Дедній Врх (словен. Dedni Vrh) — поселення в общині Кршко, Споднєпосавський регіон, Словенія. Висота над рівнем моря: 222,7 м.